# Dalisay Aldaba
Dalisay J. Aldaba (Hagonoy, 9 september 1912 - 13 maart 2006) was een Filipijns operazangeres.

## Biografie
Dalisay Aldaba werd geboren op 9 september 1912 in Hagonoy in de Filipijnse provincie Bulacan. Haar ouders waren Estefania Julian en Amado Aldaba. Ze studeerde piano aan de Conservatory of Music van de University of the Philippines (UP). Aansluitend studeerde ze zang aan de UP en behaalde ze een master-diploma muziek, literatuur en zang aan de University of Michigan in de Verenigde Staten.
In 1947 debuteerde Aldaba als operazangeres bij de New York City Opera in de rol van Cio-Cio San in Madama Butterfly van Giacomo Puccini. Optredens in de Verenigde Staten en diverse Europese hoofdsteden leverden veel goede kritieken op en haar naam was hierna gevestigd. Ze zong daarna van 1947 tot 1967 opera's in Italië, Frankrijk, Spanje, Engeland, de VS, het Verre Oosten en de Filipijnen. Ze werd nog vaak gevraagd voor de rol van Cio-Cio San in Madame Butterfly, zo vaak dat ze ook wel "La Aldaba, Filipino Butterfly" werd genoemd. 
Naast de opera's gaf ze les. Ze was hoogleraar zang aan de University of the Philippines en van 1936 tot 1945 hoofd van de afdeling Zang van de Philippines Women's University. Ook was ze zanglerares aan de University of the Far East, Centro Escolar University en St. Paul College. Tevens was ze cultureel attaché bij de Filipijnse missie bij de Verenigde Naties in New York. Op 22 december 1969 richtte ze het Opera Guild of the Philippines op. Ze gaf les aan Filipijnse operazangers en deed veel om klassieke opera's bij het het Filipijnse publiek in de smaak te laten vallen.
Aldaba overleed op 13 maart 2006 op 93-jarige leeftijd. Ze was een oudere zus van voormalig minister van welzijn Estefania Aldaba-Lim.